# Sea Gate (Brooklyn)
Sea Gate es una urbanización cerrada en el extremo occidental de Coney Island, en el extremo sur del distrito neoyorquino de Brooklyn. Principalmente contiene viviendas unifamiliares, algunas directamente en Gravesend Bay. Está regularmente patrullada por el Departamento de Policía de Sea Gate, fundado en 1899, aunque el Departamento de Policía de Nueva York tiene jurisdicción conjunta sobre la comunidad. 
La capilla, construida en 1901, es un edificio histórico que hoy en día se utiliza para eventos sociales y para votar en tiempos de elecciones. La capilla con sus vidrieras es la primera estructura que se ve al entrar en la puerta principal.
Además de las grandes y privadas zonas de playa, Sea Gate cuenta con dos parques:
- Una zona de recreo con una cancha de baloncesto, rampas de skate y juegos para niños se encuentra junto al Centro Comunitario de Sea Gate en la avenida Surf. El centro comunitario está al otro lado del Sea Gate Beach Club, una zona con restaurantes, piscinas y una de las dos playas privadas de Sea Gate.
- Lindbergh Park, cerca del faro de Coney Island en Norton's Point, es una zona con vistas únicas al puerto de Lower New York y al Puente Verrazano Narrows. "Lindy Park", como es conocido por los residentes, cuenta con un parque infantil, con vistas panorámicas a la bahía y al océano, y con áreas de descanso, pícnic y entretenimiento.

Las playas en Sea Gate son poco concurridas y vigiladas durante el verano por socorrista. La playa es privada y los visitantes deben mostrar pases de playa.